# 다 카포
다 카포(Da Capo)는 곡의 맨 처음으로 가서 다시 연주하라는 뜻을 가진 악상 기호로 끝세로줄이나 피네(Fine), 겹세로줄 또는 도돌이표 위의  이 있는 곳에서 곡을 마친다. 이러한 기호가 없다면 악곡의 끝까지 연주한다. D.C.으로 약기한다. 코다(Coda)에 주의해야 한다. 닫는 도돌이표와 같은 효력을 발휘한다.

## 같이 보기
- 달 세뇨
- 알 세뇨